# Smołdziński Las
Smołdziński Las (deutsch Holzkathen, Kreis Stolp/Pommern, kaschubisch Smôłdzyńsczi Las, slowinzisch Smèˑʉ̯ʒḯnsħï Lās) ist ein Dorf in der polnischen Woiwodschaft Pommern und gehört zur Gmina Smołdzino (Landgemeinde Schmolsin) im Powiat Słupsk (Kreis Stolp).

## Geographische Lage und Verkehrsanbindung
Smołdziński Las liegt in Hinterpommern, zwischen dem Garder See und dem Lebasee, drei Kilometer von der Ostseeküste entfernt. In großem Bogen führt die Straße von Smołdzino (Schmolsin) durch Smołdziński Las über Łokciowe (Lochzen) weiter nach Kluki (Klucken) am Lebasee. Vor 1945 sorgte eine Kleinbahnlinie, betrieben durch die Stolper Bahnen, von Stolp bis nach Schmolsin, für eine Bahnanbindung des vier Kilometer entfernten Holzkathen. Heute besteht eine Busverbindung.

## Geschichte
Holzkathen war ursprünglich im Jahr 1777 als Teil eines Guts angelegt worden, und zwar von Franz Balthasar Schönberg von Brenkenhoff, dem Geheimen Oberfinanz-, Kriegs- und Domänenrat Friedrichs des Großen. Es wurden zwei große Holländereien errichtet und außerdem 16 Büdner und vier Hirtenfamilien angesiedelt. Das ebenfalls von Brenkenhoff gegründete und nach seinem Schwiegervater benannte Dorf Papsteinthal ist später wieder eingegangen.
Holzkathen galt als das längste Dorf des Kreises, da zur Durchquerung der Gemarkung des Dorfs auch ein rüstiger Fußgänger mehr als eine Stunde benötigte. Holzkathen war nämlich eine weitflächige Streusiedlung, zwischen deren Siedlungsplätzen morastiger Boden mit Sumpf, Erlenbrüchen und Moorteichen lag. Wo immer eine Sandbank o. ä. im seichten Gelände die Gelegenheit bot, hatten die Siedler ihre Wirtschaftshöfe errichtet.
Bis 1945 gehörte Holzkathen zum Landkreis Stolp im Regierungsbezirk Köslin der Provinz Pommern. Zuletzt war Holzkathen ein Bauerndorf mit vielen kleinen und großen Höfen. Im Jahre 1939 hatte es 145 landwirtschaftliche Betriebe – bei einer Bevölkerung von 841 Einwohnern in 206 Haushaltungen.
Gegen Ende des Zweiten Weltkriegs besetzte am 9. März 1945 die Rote Armee aus Richtung Glowitz kommend den Gemeindebereich von Holzkathen. Zwar fanden keine Kämpfe statt, doch gingen neun Gehöfte in Flammen auf. Einige Dorfbewohner wurden verschleppt. Weil das gesamte Ostseeküstenland zum Sperrgebiet erklärt wurde, musste die Holzkathener Bevölkerung den Ort im März 1945 vorübergehend verlassen. Die Dorfbewohner wichen nach Großendorf (heute polnisch: Wielka Wieś), Pottangow (Potęgowo) und Marienfelde (Świtały) aus.
Im Juli 1945 gab es in Holzkathen ein Gefangenenlager mit etwa 200 deutschen Soldaten, die später nach Pillau (heute russisch: Балтийск/Baltijsk) abtransportiert wurden.
Nach Kriegsende wurde Holzkathen zusammen mit ganz Hinterpommern unter polnische Verwaltung gestellt.
Im Sommer 1945 kamen Polen ins Dorf, wobei zwei Todesopfer zu beklagen waren. Holzkathen wurde in Smołdziński Las umbenannt. In der Folgezeit wurden die Dorfbewohner vertrieben.
Später wurden in der BRD 349 und in der DDR 243 aus Holzkathen vertriebene Dorfbewohner ermittelt.
Neben dem Leuchtturm und auf der ca. 1,5 km entfernten Koppeldüne befanden sich größere Militäranlagen der polnischen Armee, so eine große Radaranlage. Die Anlagen sind noch vorhanden, aber wohl geräumt.
Das Dorf ist heute Teil der Gmina Smołdzino im Powiat Słupski in der Woiwodschaft Pommern (1975 bis 1998 Woiwodschaft Stolp). Es hat derzeit über 200 Einwohner.

## Ortsgliederung bis 1945

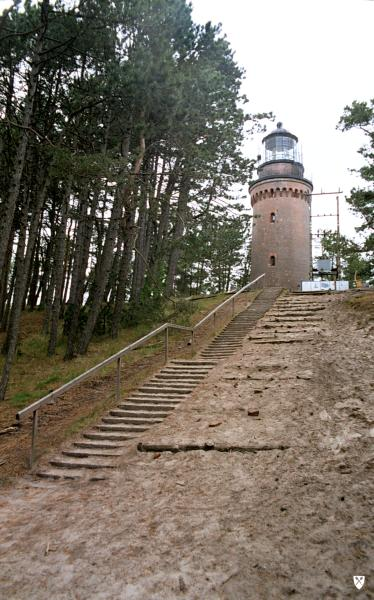
Der Leuchtturm Scholpin (Latarnia Morska Czołpino)

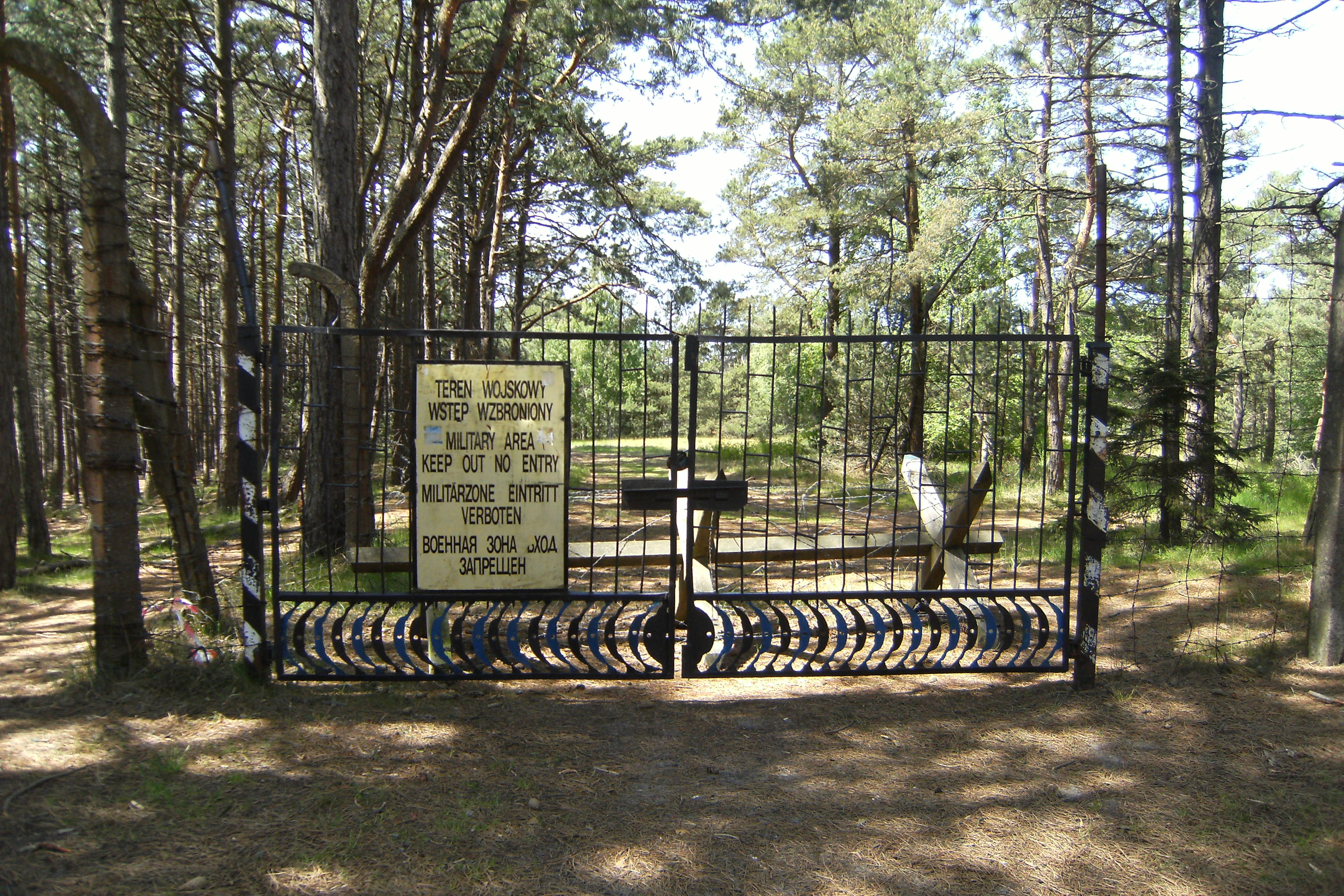
Militäranlage neben Leuchtturm Smołdzino (Scholpin)

Vor 1945 gehörten zur Gemeinde Holzkathen 20 Ortsteile:
- Bäck
- Batharar
- Bohr
- Bratsch
- Brenkenhofsthal (heute polnisch: Przybynin)
- Brimberg
- Damm (Dębowe)
- Deutschmann
- Gromoll
- Grünau (auch: Grünhof) (Listowie)
- Hastigsputh
- Klötzen (Klece)
- Kreuz
- Radtke (Radek)
- Schabbock (auch: Czapock)
- Schims (auch: Chims)
- Schippern
- Scholpin (Czołpino)
- Schulgrommisch
- Wilhelmshof (Następowo)

Die früher besonderen Ortsteile Gorni, Lukowe, Piezkamp, Sduni und Stewerkowe führten ab 1937 den Namen der Gemeinde Holzkathen.
Im Hofkammergut Brenkenhofsthal (heute polnisch: Przybynin) lebte vor 1945 der Gründer des Gutes fort, der Geheime Oberfinanz-, Kriegs- und Domänenrat Franz Balthasar Schönberg von Brenkenhoff (1723–1780). Er hatte das Gut 1777 angelegt. In Brenkenhofsthal gab es einst auch die „abgelegenste, zugleich die kleinste und gemütlichste Gastwirtschaft des Kreises“.
Grünau (auch Grünhof) war vor 1945 die Revierförsterei der Lebanehrung.
Klötzen, Deutschmann und Kreuz lagen am Wege mit ihren markanten Häusern und den grau geschwärzten, moosgrünen Schilfrohrdächern.

## Sehenswürdigkeiten
Vom Ort Radtke (Radek) mit Parkplatz verläuft ein interessanter Wanderweg bergauf. Vormals bekannt waren am Aufweg auch das Dünenwärter- und das Leuchtturmwärterhaus von Radtke (Radek). Das erstere ist nicht mehr vorhanden, das Leuchtturmwärterhaus ist noch gut erhalten. Beide waren schon vor 1880 vorhanden (lt. MTB 1880), werden wohl schon zur Erbauung des Leuchtturms 1872–1875 entstanden sein.
Auf der Leuchtturmdüne hinter Radtke (Radek) liegt der heute noch vorhandene Leuchtturm Scholpin (polnisch: Latarnia Morska Czołpino) er ist 56 m hoch und wurde 1875 erbaut.
Beim steilen Abgang von Leuchtturm zum Strand ist die Gestaltung der Düne gut zu erkennen. Der breite schöne Sandstrand ist hier weitgehend unberührt. Am Strand entlang nach Westen, erreicht man nach 1 km eine schon 1880 vorhandene Rettungsstation der DGzRS, die heute eine kleine gastronomische Einrichtung beherbergt. Von dort geht es auf dem Rundweg wieder zum Parkplatz am Forsthaus Radtke (Radek).
Am Leuchtturm und westlich der Rettungsstation liegen die beiden Militäranlagen.

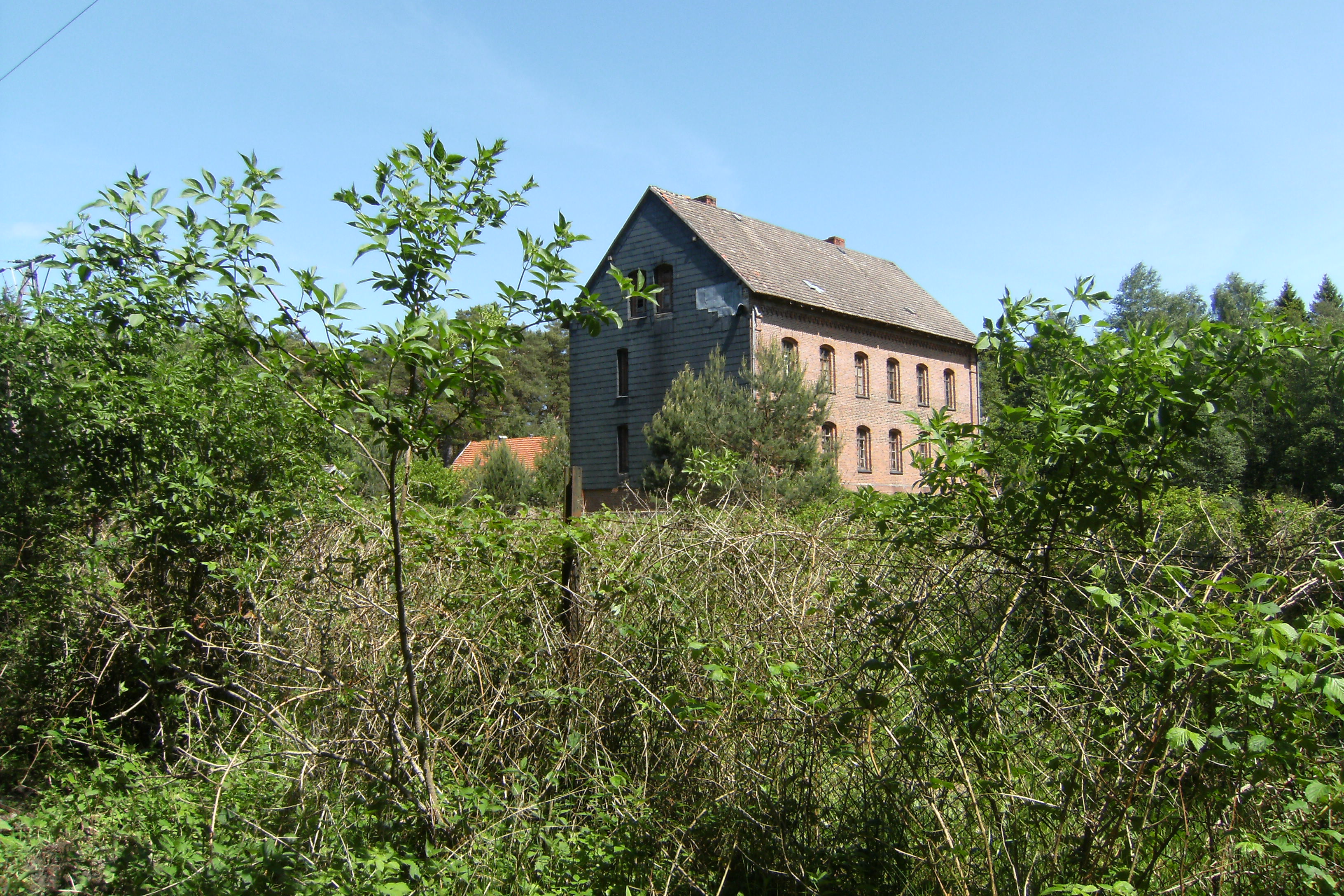
Leuchtturmwärterhaus Scholpin bei Radtke (Radek)
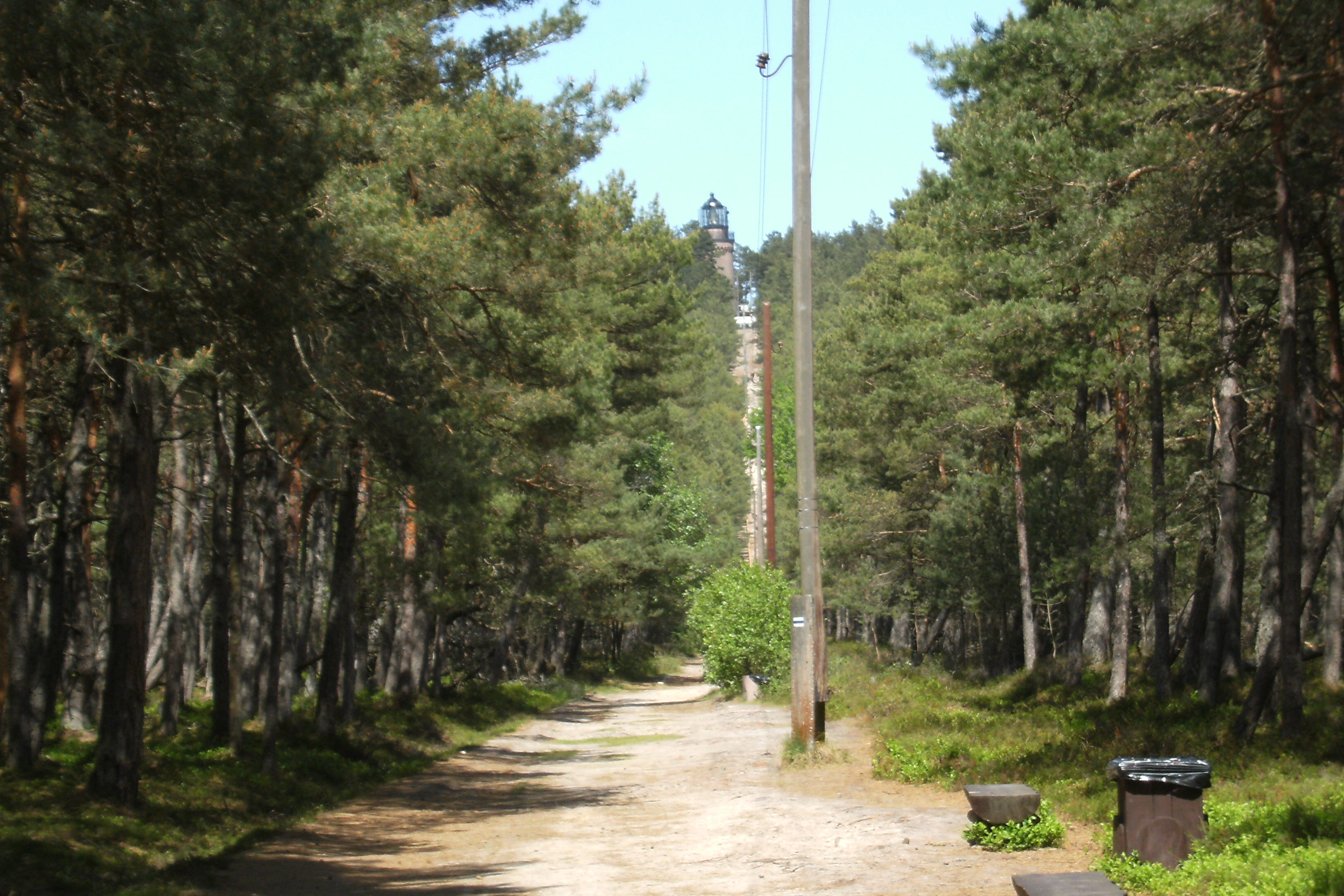
Leuchtturmaufweg bei Radtke (Radek)
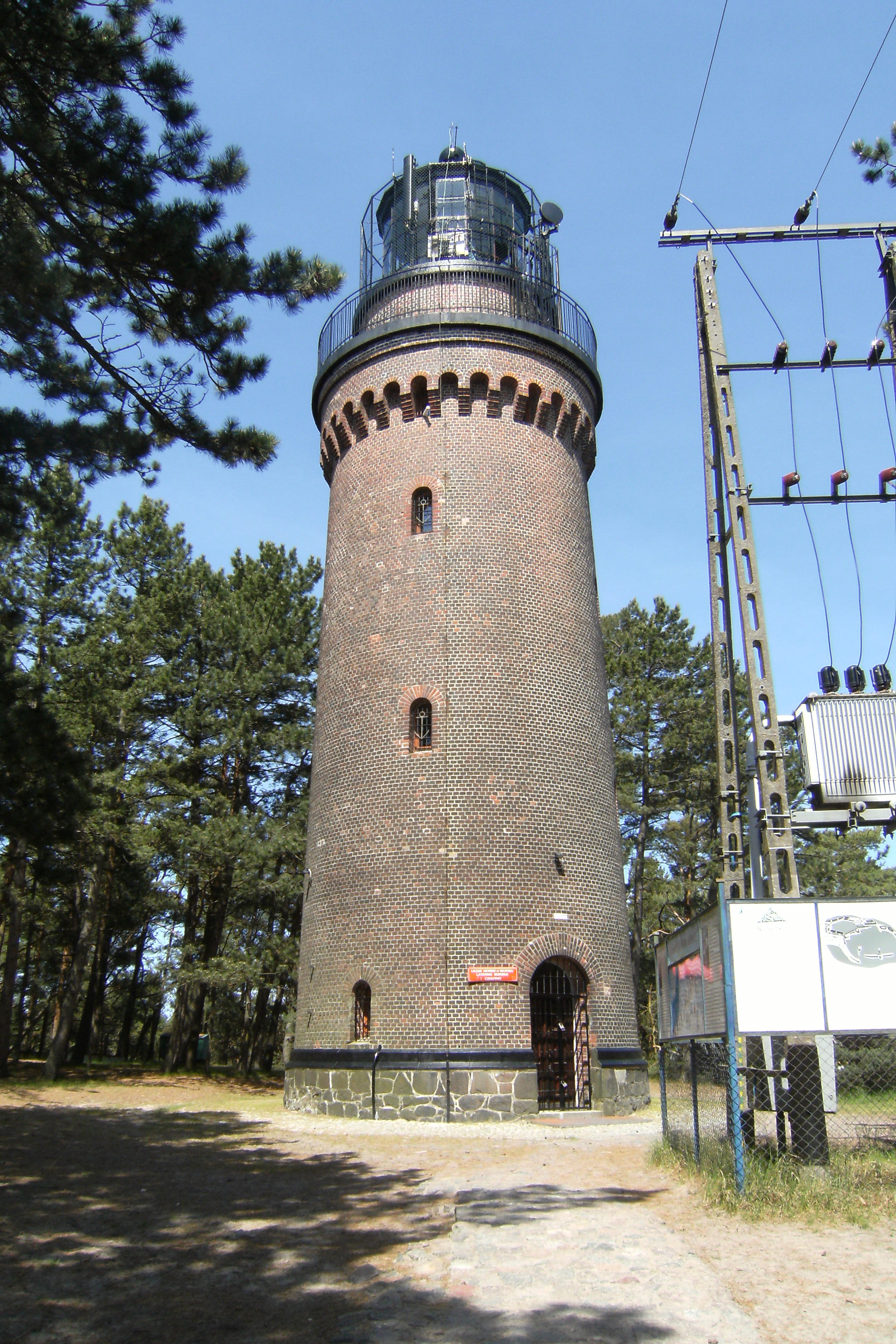
Leuchtturm Scholpin (Czołpino)
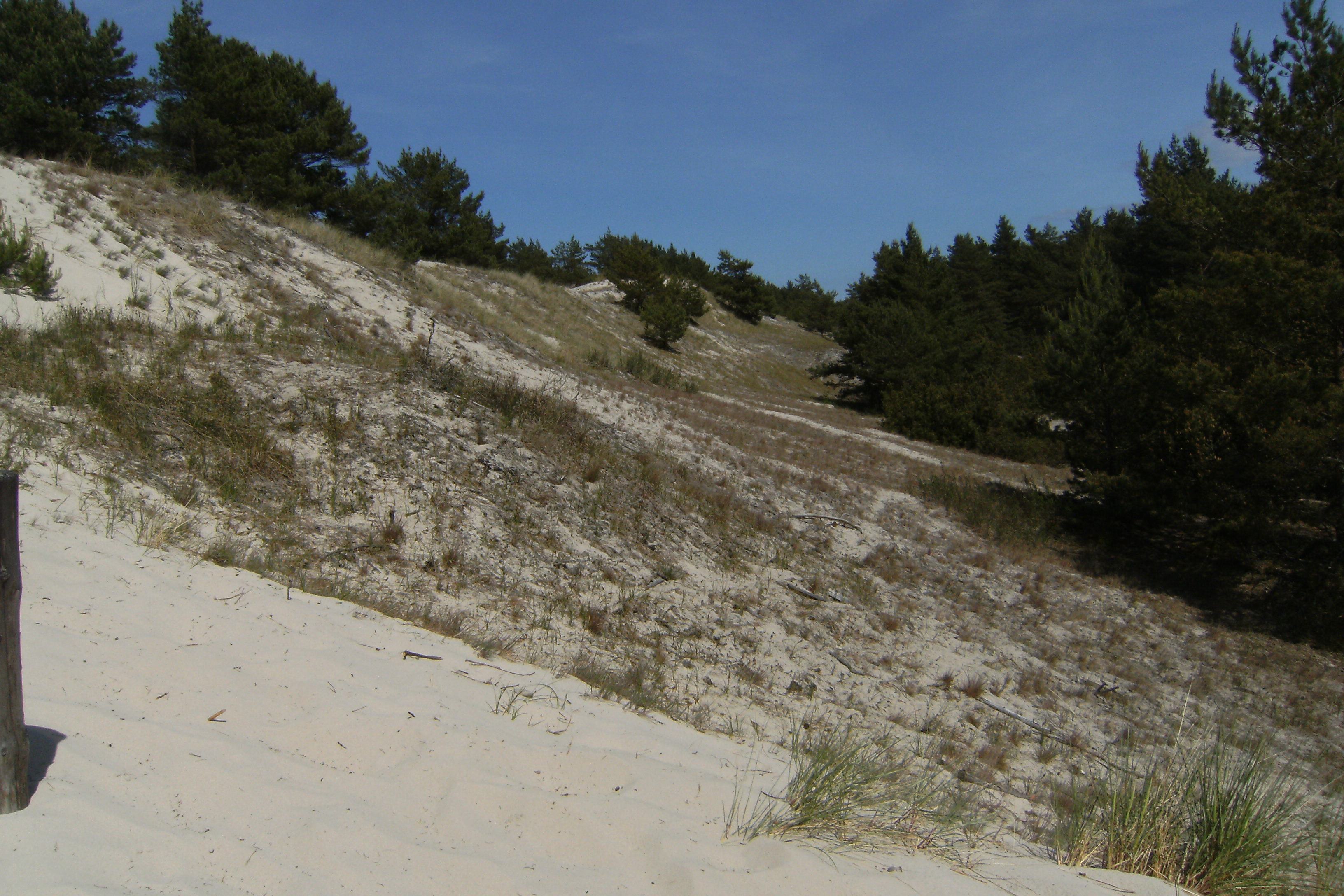
Leuchtturmdüne Scholpin (Czołpino)
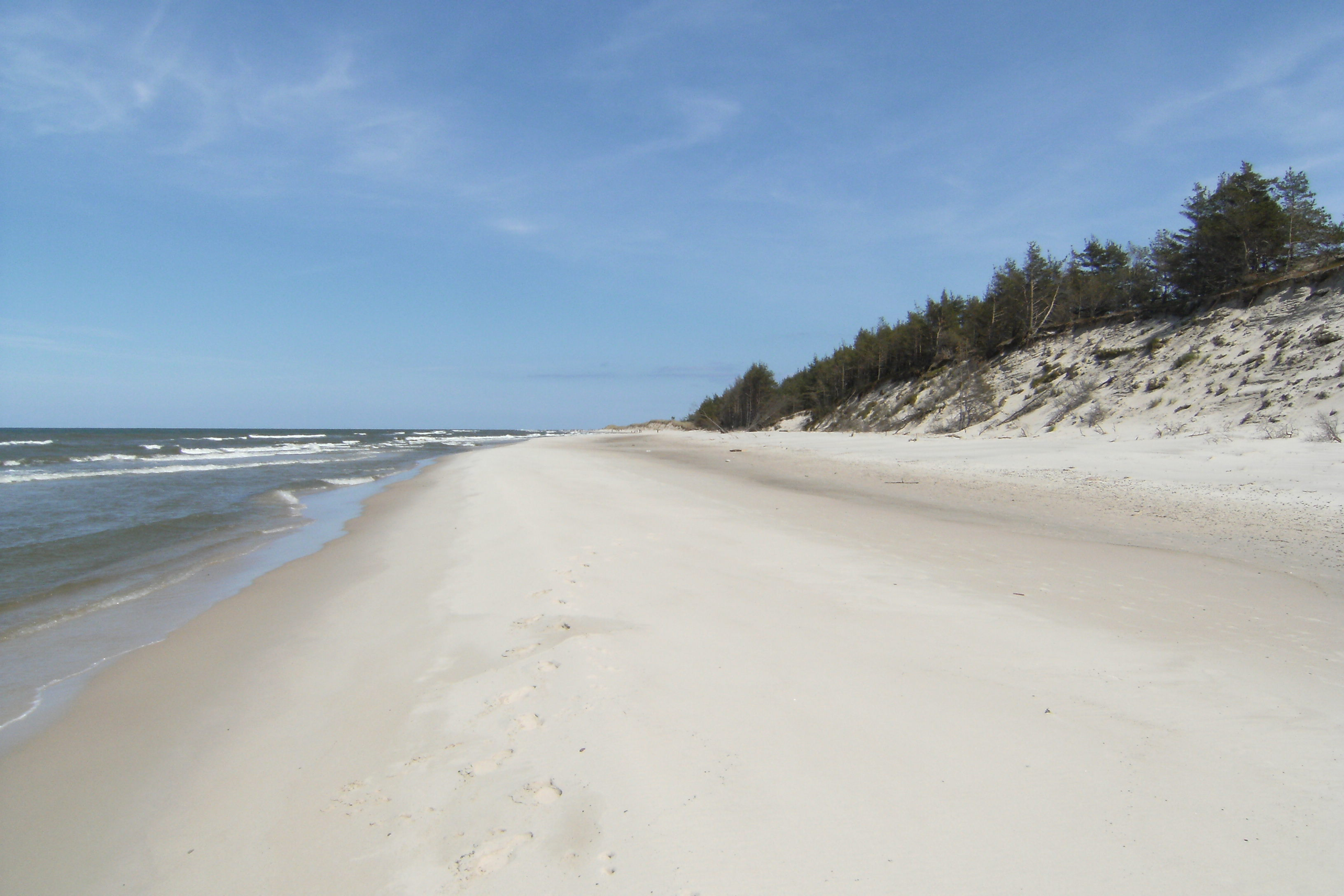
Strand am Leuchtturm Scholpin (Latarnia Morska Czołpino)
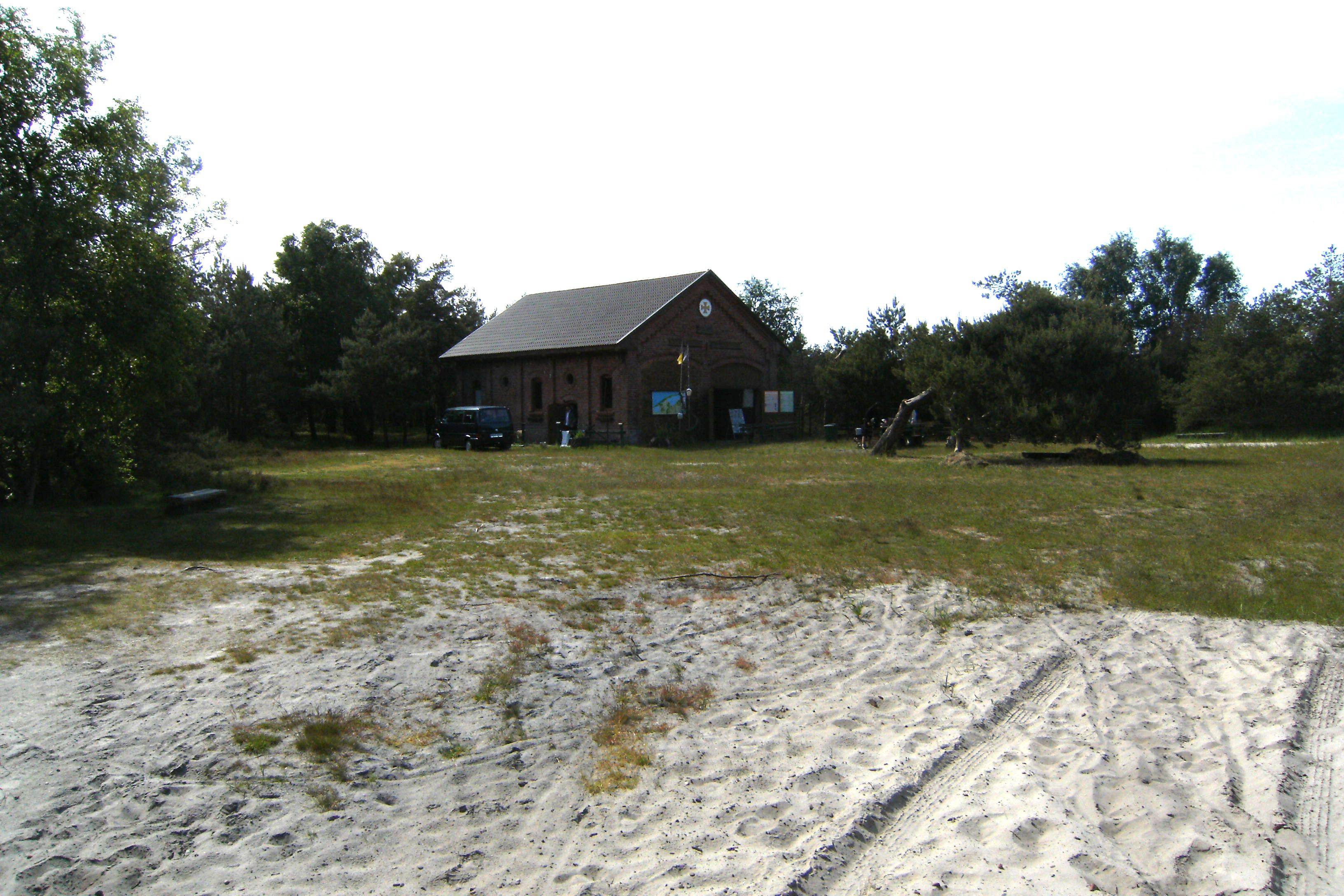
Alte Rettungsstation Scholpin (Czołpino)

## Kirche
Die Bevölkerung von Holzkathen war vor 1945 überwiegend evangelischer Konfession. Das Dorf gehörte zum Kirchspiel Schmolsin (heute polnisch: Smołdzino) im Kirchenkreis Stolp-Altstadt im Ostsprengel der Kirchenprovinz Pommern der Kirche der Altpreußischen Union. Die Schmolsiner Dorfkirche war zentrale Gottesdienststätte. Hier tat als letzter deutscher Geistlicher vor 1945 Pfarrer Ernst Fürstenberg Dienst.
Seit 1945 werden die evangelischen Einwohner von Smołdziński Las vom Pfarrer der Kreuzkirche in Słupsk (Stolp) in der Diözese Pommern-Großpolen der Evangelisch-Augsburgischen Kirche in Polen betreut – die nächste Filialkirche steht in Gardna Wielka (Groß Garde).
Im Jahre 1925 gab es in Holzkathen nur 19 Einwohner katholischer Konfession. Heute dagegen ist die Bevölkerung von Smołdziński Las überwiegend katholisch.
Seit 2010 hat Smołdzińki Las ein eigenes Gotteshaus. Die Gemeindeglieder haben es aus Feld- und Ziegelsteinen selbst in ehrenamtlicher Eigenarbeit errichtet. Ein hölzerner Glockenstuhl steht separat. Damit haben die Gläubigen in Smołdziński Las sowie in Przybynin (Brenkenhofstal), Następowo (Wilhelmshof), Czołpino (Scholpin) und Kluki (Woiwodschaft Westpommern)Kluki (Klucken) sich ein gemeinsames Gotteshaus geschaffen. Es steht schräg gegenüber der alten Dorfschule etwas zurückgesetzt.
Weiterhin aber ist das Gotteshaus in Smołdzino (Schmolsin) die Pfarrkirche. Sie gehört zum Dekanat Główczyce (Glowitz) im Bistum Pelplin der Katholischen Kirche in Polen.

## Schule
In der im Jahre 1932 vierstufigen Volksschule Holzkathen unterrichteten drei Lehrer in vier Klassen insgesamt 150 Schulkinder. Noch 1937 wurden ein Neubau des Lehrerwohnhauses mit zwei Dienstwohnungen und der Umbau des alten Schulhauses mit einzelnen Klassenräumen eingeweiht. Zuletzt unterrichteten die Lehrer Garbe, Nitz und Marx.

## Persönlichkeiten des Ortes
- Wilhelm Heerde (1898–1991), Bildhauer und Politiker (NSDAP), besuchte die Dorfschule in Holzkathen